# Почтовые марки России (1995)

Почтовые марки России (1995) — каталог знаков почтовой оплаты (марок, блоков, листов), введённых в обращение «Почтой России» в 1995 году.
Всего в этом году было выпущено 75 почтовых марок, 3 почтовых блока и 15 малых листов.

## Список коммеморативных марок
Порядок следования элементов в таблице соответствует номеру по каталогу марок России на официальном сайте издатцентра «Марка», в скобках приведены номера по каталогу «Михель».
| № | Изображение | Описание | Номинал                                          | Дата        | Тираж           | Художник                  | П      |
| --- | ----------- | --- | ------------------------------------------------ | ----------- | --------------- | ------------------------- | ------ |
| № 190 (Mi #409) |             | А. С. Грибоедов (1725—1829). К 200-летию со дня рождения. Портрет А. С. Грибоедова, выполненный по гравюре Н. И. Уткина, сцена из комедии «Горе от ума» (1822—1824 гг.) и памятный текст: «Ум и дела твои бессмертны в памяти русской…». | 250.00 руб.                                      | 5 января    | 700 000         | Голубятникова Е.          | [ 3 ]  |
| № 191 (Mi #410) № 192 (Mi #411) № 193 (Mi #412) № 191—193 (Mi #410—412)                                                                                     |             | Балеты М. М. Фокина (1880—1942): - Сцена из балета «Шехеразада» (1910). - Сцена из балета «Жар-Птица» (1910). - Сцена из балета «Петрушка» (1911). | 500.00 руб.                                      | 18 января   | 700 000         | Арцименев Ю.              | [ 4 ]  |
| № 194 (Mi #413) (Mi #413KB) |             | М. И. Кутузов (1745—1813). К 250-летию со дня рождения. Портрет М. И. Кутузова, созданный по картине английского живописца Джорджа Доу, скульптурная группа «Солдаты, ополченцы» — фрагмент памятника М. И. Кутузову и славным сынам русского народа, одержавшим победу в Отечественной войне 1812 года. | 300.00 руб.                                      | 20 января   | 700 000 120 000 | Илюхин Б.                 | [ 5 ]  |
| № 196 (Mi #415) № 197 (Mi #416) № 198 (Mi #417) № 196—198 (Mi #415—417KBI) (Mi #415—417KBII)                                                                |             | Гражданская архитектура Москвы XVI-XVII вв.: - Москва. Палаты Старого Английского двора (XVI—XVII вв.). - Москва. Палаты боярина, думного дьяка Аверкия Кириллова (1657). - Москва. Палаты Волковых (конец XVII в.). | 125.00 250.00 300.00 руб.                        | 15 февраля  | 800 000 100 000 | Плетнев А.                | [ 6 ]  |
| № 203 (Mi #422) № 204 (Mi #423) № 205 (Mi #424) № 206 (Mi #425) № 203—206 (Mi #422—425)                                                                     |             | Природа. Совместный выпуск России и Финляндии: - Прибрежный пейзаж на Балтийском море. - Кольчатая нерпа. - Рысь. - Пейзаж в Лапландии. | 250.00 руб.                                      | 1 марта     | 900 000         | Арцименев Ю. Яааро А.     | [ 7 ]  |
| № 207 (Mi #426) |             | Десятилетие ООН по борьбе против злоупотребления наркотиками. | 150.00 руб.                                      | 1 марта     | 600 000         | Хавторин М.               | [ 8 ]  |
| № 208 (Mi #427) № 209 (Mi #428) № 210 (Mi #429) № 211 (Mi #430) № 212 (Mi #431) № 213 (Mi #432) № 214 (Mi #433A) (Mi #433BL8) (Mi #433KB)                   |             | 50 лет Победы в Великой Отечественной войне: - Крымская (Ялтинская) конференция (4—11.02.1945). Портреты руководителей трех держав — союзников во Второй мировой войне на фоне карты мира (справа налево): И. В. Сталина (СССР), Ф. Д. Рузвельта (США) и У. Черчилля (Великобритания). - Берлинская операция (16.04—8.05.1945). Штурм рейхстага. - Освобождение узников концлагерей. Изображение памятника павшим борцам против фашизма на территории бывшего концлагеря Заксенхаузен. - Могила Неизвестного солдата. Рисунок, выполненный по мотивам стихотворения Р. Г. Гамзатова «Журавли». - Берлинская (Потсдамская) конференция (17.07—2.08.1945). Композиция, составленная из флагов СССР, США и Великобритании — держав-победительниц во Второй мировой войне на фоне карты демилитаризованной Германии, разделенной на зоны оккупации, а также поверженные знамёна разгромленных вооруженных сил фашистской Германии и разбитая свастика. - Маньчжурская операция (9.08—2.09.1945). Советские пикирующие бомбардировщики Пе-2 в боевом полете. - Маршал Советского Союза Г. К. Жуков на Параде Победы. Силуэты Покровского собора на Красной площади и Спасской башни Московского Кремля, Красные знамёна, пятиконечная звезда и памятный текст: «50 лет Победы в Великой Отечественной войне». | 250.00 500.00 руб.                               | 7 апреля    | 500 000 120 000 | Арцименев Ю.              | [ 9 ]  |
| № 215 (Mi #434) |             | 100-летие изобретения радио. Портрет физика и электротехника, изобретателя А. С. Попова (1859—1906). | 250.00 руб.                                      | 3 мая       | 500 000         | Коновалов В.              | [ 10 ] |
| № 216 (Mi #435) № 217 (Mi #436) № 218 (Mi #438) № 219 (Mi #437) (Mi #437KBI) (Mi #437KBII) № 220 (Mi #439)                                                  |             | Полевые цветы России: - Колокольчик раскидистый. - Нивяник обыкновенный. - Василек луговой. - Клевер луговой. - Герань луговая. | 250.00 300.00 500.00 руб.                        | 18 мая      | 700 000 100 000 | Слонов М.                 | [ 11 ] |
| № 221 (Mi #440) № 222 (Mi #441) № 223 (Mi #442) № 224 (Mi #443) № 225 (Mi #444) № 221, 222, 225 (Mi #440, 441, 444KB) № 223, 224, 225 (Mi #442, 443, 444KB) |             | Певчие птицы России: - Жаворонок полевой. - Певчий дрозд. - Щегол. - Варакушка. - Соловей. | 250.00 500.00 750.00 руб.                        | 15 июня     | 600 000 120 000 | Яцкевич А.                | [ 12 ] |
| № 226 (Mi #445) № 227 (Mi #446) № 228 (Mi #447) № 229 (Mi #448) № 226—229 (Mi #445—448)                                                                     |             | Российско-американское космическое сотрудничество: - Космический корабль «Атлантис». - Орбитальный комплекс «Мир». - Космический корабль «Аполлон». - Космический корабль «Союз-19». | 1,500.00 руб.                                    | 26 июня     | 500 000         | Стрельников Р.            | [ 13 ] |
| № 230 (Mi #449) № 231 (Mi #450) № 232 (Mi #451) № 233 (Mi #452) № 234 (Mi #453) № 230—234 (Mi #449—453KB)                                                   |             | Храмы Русской православной церкви за рубежом: - Иерусалим (Израиль). Русский православный Свято-Троицкий собор. - Карловы Вары (Чехия). Русский православный храм Апостолов Петра и Павла. - Вена (Австрия). Русский православный Свято-Николаевский собор. - Нью-Йорк (США). Русский православный Свято-Николаевский собор. - Лейпциг (Германия). Русский православный храм Святителя Алексия. | 300.00 500.00 750.00 руб.                        | 5 июля      | 500 000 100 000 | Плетнев А.                | [ 14 ] |
| № 235 (Mi #454) |             | 900 лет Рязани. Успенский собор Рязанского кремля. | 250.00 руб.                                      | 20 июля     | 500 000         | Ветцо Н.                  | [ 15 ] |
| № 236 (Mi #455) № 237 (Mi #456) № 238 (Mi #457) № 239 (Mi #458) № 240 (Mi #459) № 241 (Mi #460BL9)                                                          |             | Ювелирные изделия фирмы Фаберже в музеях Московского Кремля: - Яйцо пасхальное с моделью яхты «Штандарт». - Братина. - Крест наперсный. - Ковш. - Яйцо пасхальное с моделью памятника Александру III. - Яйцо пасхальное «Московский Кремль». | 150.00 250.00 300.00 500.00 750.00 1,500.00 руб. | 15 августа  | 600 000 400 000 | Зайцев Л.                 | [ 16 ] |
| № 242 (Mi #462) № 243 (Mi #463) № 244 (Mi #464) № 242—244 (Mi #462—464KB)                                                                                   |             | Утки. Продолжение серии: - Каменушка. - Нырок Бэра. - Большой крохаль. | 500.00 750.00 1,000.00 руб.                      | 1 сентября  | 500 000 100 000 | Козлов И.                 | [ 17 ] |
| № 245 (Mi #461BL10) |             | Всемирная филателистическая выставка «Сингапур-95» (1—10.09.1995). Центр г. Сингапура. | 2,500.00 руб.                                    | 1 сентября  | 300 000         | Козлов И.                 | [ 18 ] |
| № 246 (Mi #465) (Mi #465KB) № 247 (Mi #466) (Mi #466KB) № 248 (Mi #467) (Mi #467KB) № 249 (Mi #468) (Mi #468KB)                                             |             | 300 лет Российскому флоту. Флот в произведениях живописи: - Ф. Перро. «Бой при Гренгаме 27 июля 1720 г.». - Я. Ф. Хаккерт. «Подготовка к атаке турецкого флота в Чесменской бухте в ночь на 26 июня 1770 г.». - А. П. Боголюбов. «Сражение на Ревельском рейде 2 мая 1790 г.». - И. К. Айвазовский. «Кронштадтский рейд. 1840 г.». | 250.00 300.00 500.00 750.00 руб.                 | 14 сентября | 800 000 800     | Новосёлова Ю. Московец А. | [ 19 ] |
| № 250 (Mi #469) |             | 50 лет Организации Объединённых Наций. Вид зала заседаний конференции в Сан-Франциско (США, 25.04—26.06.1945). | 500.00 руб.                                      | 4 октября   | 500 000         | Арцименев Ю.              | [ 20 ] |
| № 251 (Mi #470) |             | Конституция Российской Федерации. Памятный текст: «Новая Конституция — наша общая надежда на возрождение великой и сильной России. Она создаёт политические предпосылки для реализации ваших прав на лучшую жизнь, на достойное будущее для ваших детей. Б. Н. Ельцин.». | 500.00 руб.                                      | 4 октября   | 500 000         | Арцименев Ю.              | [ 21 ] |
| № 252 (Mi #471) № 253 (Mi #472) № 252—253 (Mi #471—472) |             | Мир и свобода. Выпуск по программе «Европа». Гнездо белых аистов и летящий белый аист, символизирующие счастливую жизнь человека в гармонии с окружающим миром. | 1,500.00 руб.                                    | 15 ноября   | 600 000         | Шмидштейн А.              | [ 22 ] |
| № 254 (Mi #473) (Mi #473KB) |             | С Рождеством Христовым! Икона «Рождество Христово». 1497 г. | 500.00 руб.                                      | 1 декабря   | 500 000         | Линде Г.                  | [ 23 ] |
| № 255 (Mi #474) № 256 (Mi #475) № 257 (Mi #476) № 258 (Mi #477) № 259 (Mi #478)                                                                             |             | История Российского государства: - Юрий Долгорукий (ок. 1090—1157). Приезд Юрия Долгорукого к своему отцу, великому князю киевскому Владимиру II Мономаху (1053—1125), Золотые ворота в Киеве (XI в.) и Софийский собор (XI в.), начало строительства Москвы. - Александр Невский (1220—1263). Победа Александра Невского в битве на льду Чудского озера, государственная деятельность в период княжения во Владимире. - Михаил Тверской (1271—1318). Вид на древний Тверской кремль, князь Михаил Ярославич в плену в Золотой орде перед своей гибелью. - Дмитрий Донской (1350—1389). Белокаменные стены и башни Московского Кремля, возведенные при Дмитрии Донском в 1367 г., победа русских войск в Куликовской битве над монголо-татарами в 1380 г. - Иван III (1440—1505). Сцена венчания Ивана III с племянницей византийского императора Софьей Палеолог, «Стояние на Угре» — военные действия в 1480 г. между войсками Ивана III и монголо-татарами, положившие конец монголо-татарскому игу. | 1,000.00 руб.                                    | 21 декабря  | 550 000         | Зайцев Л.                 | [ 24 ] |

## Первый выпуск стандартных марок
Порядок следования элементов в таблице соответствует номеру по каталогу марок России на официальном сайте издатцентра «Марка», в скобках приведены номера по каталогу «Михель».
| №                                                                       | Изображение | Описание | Номинал                                | Дата       | Тираж    | Художник                             | П      |
| ----------------------------------------------------------------------- | ----------- | --- | -------------------------------------- | ---------- | -------- | ------------------------------------ | ------ |
| № 195A (Mi #414w)                                                       |             | Первый выпуск стандартных почтовых марок Российской Федерации. Продолжение серии: - Санкт-Петербург. Петропавловская крепость. | 1,000.00 руб.                          | 26 января  | массовый | Московец А.                          | [ 25 ] |
| № 195 (Mi #414v)                                                        |             | Первый выпуск стандартных почтовых марок Российской Федерации. Продолжение серии: - Санкт-Петербург. Петропавловская крепость. | 1,000.00 руб.                          | 21 февраля | 500 000  | Московец А.                          | [ 26 ] |
| № 199 (Mi #418v) № 200 (Mi #419v) № 201 (Mi #420v) № 202 (Mi #421v)     |             | Первый выпуск стандартных почтовых марок Российской Федерации. Продолжение серии: - Москва. Российская государственная библиотека. - Москва. Государственный музей изобразительных искусств им. А. С. Пушкина. - Санкт-Петербург. Главное Адмиралтейство. - Москва. Государственный академический Большой театр. | 750.00 1,500.00 2,500.00 5,000.00 руб. | 21 февраля | 500 000  | Ларюшина М. Шмидштейн А. Московец А. | [ 27 ] |
| № 199А (Mi #418w) № 200А (Mi #419w) № 201А (Mi #420w) № 202А (Mi #421w) |             | Первый выпуск стандартных почтовых марок Российской Федерации. Продолжение серии: - Москва. Российская государственная библиотека. - Москва. Государственный музей изобразительных искусств им. А. С. Пушкина. - Санкт-Петербург. Главное Адмиралтейство. - Москва. Государственный академический Большой театр. | 750.00 1,500.00 2,500.00 5,000.00 руб. | 6 марта    | массовый | Ларюшина М. Шмидштейн А. Московец А. | [ 28 ] |

## Комментарии
1. ↑  Ниже приведён перечень коммеморативных марок (с возможностью сортировки по номиналу, тиражу и дате введения в обращение).
2. ↑  Ниже приведён перечень стандартных марок (с возможностью сортировки по номиналу, тиражу и дате введения в обращение).